# Betten (Massen-Niederlausitz)
Betten (niedersorbisch Butyń) ist ein Ortsteil der Gemeinde Massen-Niederlausitz und liegt im Süden Brandenburgs im Landkreis Elbe-Elster.
Der Ort erstreckt sich entlang der B 96, acht Kilometer entfernt von Finsterwalde. Die Kirche besitzt einen gotischen Figurenaltar.

## Geschichte
Der Ort ist erstmals 1346 als Bettyn erwähnt. Dieser Name ist niedersorbischen Ursprungs und bedeutet „Besitzdorf, Siedlung des Byt(a)“. Der niedersorbische Eigenname „Byt(a)“ ist eine Kurzform zu den Namen „Drogobyt“ und „Samobyt“, diese sind ihrerseits Zusammensetzungen aus „drogi“ ‚teuer‘ beziehungsweise „sam“ ‚allein‘ und „byti“ ‚sein; hausen‘.
Noch 1738 sprachen beinahe alle Bewohner von Betten Sorbisch, 1786 dagegen nur noch ein reichliches Drittel. Der Sprachwechsel vom Deutschen war zu Beginn des 19. Jahrhunderts im Wesentlichen abgeschlossen.

## Persönlichkeiten
- Barbara Hackenschmidt (* 1955), deutsche Politikerin